# Рушка
Рушка је песма коју пева Здравко Чолић, српски певач. Песма је објављена 1984. године на албуму Ти си ми у крви и прва је песма са овог албума.

## Текст и мелодија
Песма Рушка је ауторско дело, чији је текст написала Марина Туцаковић.
Музику за песму радио је Корнелије Ковач, а аранжман Корнелије Ковач, Јосип Бочек и Зоран Радетић.

## Спот
Музички видео је на Чолићев званични Јутјуб канал отпремљен 22. фебруара 2016. године.